# Falciot de barbeta blanca
El falciot de barbeta blanca (Cypseloides cryptus) és una espècie d'ocell de la família dels apòdids (Apodidae).

## Hàbitat i distribució
Habita boscos tropicals i subtropicals de Belize, Hondures, Nicaragua, Costa Rica, oest de Panamà, oest de Colòmbia, est de Veneçuela, Guyana, zona limítrofa del Brasil, també més al sud i a una petita localització de l'est del Perú.